# Paleoanguimorpha
Paleoanguimorpha è un clade di lucertole anguimorfe comprendente Shinisauria (rappresentato oggi solo dalla lucertola coccodrillo cinese) e Goannasauria (rappresentato oggi dai Varanoidea che include le famiglie Lanthanotidae e Varanidae). Studi morfologici in passato hanno classificato anche gli helodermatidi e i pitonomorfi con i varanoidi nel clade Platynota, mentre la lucertola coccodrillo cinese è stata classificata come uno xenosauride. Gli attuali studi molecolari non trovano alcun supporto in questi raggruppamenti e invece hanno trovato gli elodermatidi più correlati ai Diploglossa nel clade gemello Neoanguimorpha, mentre la lucertola coccodrillo cinese è il parente vivente più vicino ai varanoidi. I pitonomorfi rappresentati dai serpenti odierni non sono strettamente correlati ai varanoidi e sono invece una linea sorella di Anguimorpha e Iguania nel clade Toxicofera.
Di seguito è riportata la filogenesi dei lignaggi paleoanguimorfi secondo Pyron et al. (2013):
| Shinisauria | Shinisauridae (Lucertola coccodrillo cinese)                                                 |
|             | Shinisauridae (Lucertola coccodrillo cinese)                                                 |
| Varanoidea  | \| \| Lanthanotidae (Varano senza orecchie) \| \| \| \| \| \| Varanidae (Varani) \| \| \| \| |
|             | \| \| Lanthanotidae (Varano senza orecchie) \| \| \| \| \| \| Varanidae (Varani) \| \| \| \| |
|             | Lanthanotidae (Varano senza orecchie)                                                        |
|             |                                                                                              |
|             | Varanidae (Varani)                                                                           |
|             |                                                                                              |

|  | Lanthanotidae (Varano senza orecchie) |
|  |                                       |
|  | Varanidae (Varani)                    |
|  |                                       |